# Savannakhet (provins)

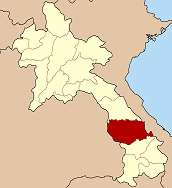
Savannakhet-provinsen inom Laos.

Savannakhet (laotiska: ສະຫວັນນະເຂດ) är en provins i södra Laos. Befolkningen: 969 697 (2015). Provinsens huvudstad är Phonsavan. 
Provinsens betydelse har antagligen ökat efter att vägen mellan Thailand och Vietnam blev klar 2003.

## Administrativ indelning
Provinsen är indelad i följande distrikt:
1. Atsaphangthong (13-03)
2. Atsaphone (13-13)
3. Champhone (13-09)
4. Kaysone Phomvihane, former Khanthabouly (13-01)
5. Nong (13-06)
6. Outhoumphone (13-02)
7. Phine (13-04)
8. Sepone (13-05)
9. Songkhone (13-08)
10. Thapangthong (13-07)
11. Thaphalanxay (13-15)
12. Vilabuly (13-12)
13. Xaybuly (13-11)
14. Xayphouthong (13-14)
15. Xonbuly (13-10)